# Josefa Pujol de Collado
Josefa Pujol de Collado (Cataluña, siglo XIX-Madrid, 1904) fue una escritora, helenista y periodista española. Algunos de sus trabajos literarios estuvieron firmados con el pseudónimo «Evelio del Monte».

## Trayectoria
Nacida en Cataluña, escribía en castellano. Según Escudé Bartolí, Pujol de Collado sería de la opinión de que «el renacimiento de este idioma [el catalán] es tan sólo una manifestación de la prodigiosa actividad intelectual de nuestro pueblo [el "catalán"], que necesita de dos literaturas, la catalana y la castellana, para expresar las aspiraciones del espíritu moderno en armónico consorcio con sus tradicionales glorias». Algunos de sus trabajos literarios estuvieron firmados con el pseudónimo «Evelio del Monte», en distintas publicaciones de Madrid, Sevilla, Cádiz y Barcelona.
Colaboró en El Globo, La Mañana, La Ilustración de la Mujer, El Álbum Ibero-Americano, Cádiz, La Producción Nacional, La Ilustración Ibérica, El Día, La Ilustración Católica, La Vanguardia, El Imparcial, El Liberal, Heraldo, El Nacional o El Noroeste, además de dirigir la revista El Parthenón: Revista de Literatura, Ciencias y Artes, entre 1879 y 1880, y el semanario Flores y Perla, desde el 27 de marzo de 1884.
Se dio a conocer en el mundo literario con su verdadero nombre en 1880 con la publicación de la revista El Parthenón, de la que fue directora y en la que colaboraron autores como Castelar, Alarcón, Núñez de Arce, Revilla, Galdós y Balaguer.
Estudió la Grecia antigua, a la que dedicó parte de su obra. El escritor Güell, en un estudio crítico de las obras de Pujol de Collado, afirmó que la escritora «siente un verdadero amor por estos estudios [sobre la Grecia antigua], posee en alto grado la facultad de transmitir las impresiones que en su ánimo estos especiales conocimientos dispiertan [sic], y lo hace con caluroso sentimiento profesional, si así puedo expresarme, y con un estilo interesante, correcto y armonioso». Realizó «monografías histórico críticas», en las que trató temas como el oráculo de Delfos, el culto al dios Apolo o el poeta Horacio. Entre sus trabajos se encuentran La filosofía griega, Los poetas greco-romanos, Roma y los bárbaros, Las cátedras de Alejandría, La ruina del paganismo o Virgilio, entre otros. Dio conferencias públicas en diversos ateneos, sobre Grecia antigua. Escribió una serie de artículos biográficos titulada Galería de mujeres ilustres de las principales heroínas de la antigüedad, como Cleopatra, Hipatia, Zenobia o Semíramis.
Fue académica de la Academia Gaditana de Buenas Letras, para cuyo acto de recepción escribió un trabajo titulado Causas que produjeron el engrandecimiento y la decadencia de Grecia. Escribió la novela Angela, así como Por una apuesta, Un drama de familia, Un sueño de gloria, entre otras obras. Hacia 1884 vivía en Madrid. Manuel Ossorio y Bernard afirmó sobre ella que «en sus trabajos ha seguido muy consecuentemente todos los puntos que se relacionan con el feminismo». Fallecería en 1904.